# Cyclosternum garbei
Cyclosternum garbei är en spindelart som först beskrevs av Cândido Firmino de Mello-Leitão 1923.  
Cyclosternum garbei ingår i släktet Cyclosternum och familjen fågelspindlar. Inga underarter finns listade i Catalogue of Life.